# هيدينوبو كيوتشي
هيدينوبو كيوتشي (木内秀信 كيوتشي هيدينوبو) هو مؤدي أصوات ياباني ولد في 5 فبراير 1969 في كوبي، هيوغو.

## أدواره في الأنمي

### مسلسلات أنمي تلفزيونية
- داركر ذان بلاك:المقاول الأسود - هيه
- داركر ذان بلاك: جوزاء النيزك - هيه
- كاتيكيو هيتمان ريبورن! - ريوهيه ساساغاوا، ناكل
- نانا - رين هونجو
- أمير التنس - يوشي أوشيتاري، والد تاكاشي كاوامورا
- أمير التنس الجديد - يوشي أوشيتاري
- ون بيس - نيرو
- ديث نوت - هيروكازو أوكيتا
- مونستر - دكتور كينزو تينما
- جانسلينجر جيرل - خوسيه
- خيميائي الفولاذ FULLMETAL ALCHEMIST - الفيرر كينغ برادلي (أيام الشباب)
- رايدباك - ريونوسكي كاتاوكا
- غوسيك - غريفيل دو بلوا
- إينيشال دي Fifth Stage - غو هوجو
- هاجيمي نو إيبو Rising - ديفيد إيغل
- ماغي: The Kingdom of Magic - أرماكان آمن رع
- مغامرة جوجو الغريبة: ستارداست كروسيدرز - هول هورس
- تيرافورمارز - شوكيتشي كوماتشي
- تيرافورمارز ريفنج - شوكيتشي كوماتشي
- يوغي - بائع أقراص المبارزة
- يوغي GX - ويلر
- كونكريت ريفولوتيو: فنتازيا الخوارق - شاكو
- كونكريت ريفولوتيو: فنتازيا الخوارق THE LAST SONG - شاكو
- جبهة حاجز الدم - بنجامين مكبث
- غريمغار عالم الرماد و الأوهام - هاياشي
- ناروتو شيبودن - شيسوي أوتشيها
- كوروموكورو - ناوكي تاكيكوما

### أفلام أنمي
- فيلم خيميائي الفولاذ: نجم ميلوس المقدس - آشلي كرايتون

## أدواره في ألعاب الفيديو
- تيلز أوف إكسيليا - وينغول
- تيلز أوف إكسيليا 2 - وينغول
- ناروتو شيبودن: ألتيميت نينجا ستورم ريفولوشن - شيسوي أوتشيها
- ناروتو شيبودن: ألتيميت نينجا ستورم 4 - شيسوي أوتشيها

## أدواره في الدبلجة اليابانية
- جثة العروس - فيكتور فان دورت
- الرجل النملة - سكوت لانغ/الرجل النملة

## وصلات خارجية
- هيدينوبو كيوتشي على موقع IMDb (الإنجليزية)
- هيدينوبو كيوتشي على موقع ألو سيني (الفرنسية)
- هيدينوبو كيوتشي على موقع ميوزك برينز (الإنجليزية)
- هيدينوبو كيوتشي على موقع قاعدة بيانات الفيلم (الإنجليزية)
- هيدينوبو كيوتشي على موقع كينوبويسك (الروسية)
- هيدينوبو كيوتشي على موقع ANN person (الإنجليزية)

- صفحة IMDb